# Padrinàs
Padrinàs és un nucli del municipi de la Vansa i Fórnols, a l'Alt Urgell, a la vall de la Vansa. Més amunt de Montargull, seguint el curs del riu Fred es troba Padrinàs. Situat a 1.127 metres d'altitud actualment té 19 habitants. Hi ja una esglesiola dedicada a Santa Creu, amb teulada nova i arrebossada.